# Nils Madden
Nils Madden ist ein ehemaliger US-amerikanisch-deutscher Basketballspieler.

## Leben
Madden wuchs im US-Bundesstaat Kalifornien in Sebastopol als jüngstes von sechs Kindern auf. Seine Mutter war Deutsche, sein Vater US-Amerikaner. Er spielte Basketball an der El Molino High School und bis 1987 an der University of California, San Diego in der ersten NCAA-Division. In seinem Abschlussspieljahr 1986/87 brachte es der 2,03 Meter große Flügelspieler auf 30 Einsätze mit Durchschnittswerten von 11,1 Punkten und 7 Rebounds je Begegnung. Er studierte Betriebswirtschaftslehre.
In der Saison 1987/88 spielte Madden für den DTV Charlottenburg in West-Berlin, zu den Einsätzen in der Basketball-Bundesliga kamen Partien im europäischen Vereinswettbewerb Korać-Cup. Madden kehrte anschließend in die Vereinigten Staaten zurück und wurde beruflich als Einkäufer eines EDV-Unternehmens im kalifornischen Rancho Bernardo tätig. 1989 (Minnesota Timberwolves), 1990 (Phoenix Suns) und 1991 (Los Angeles Clippers) nahm er an Probetrainingseinheiten von NBA-Mannschaften teil, erhielt aber jeweils keinen Vertrag. Er erreichte im Laufe seines Berufslebens eine Führungsposition beim Unternehmen Epson. Sein Sohn Nick spielte Volleyball an der Harvard University.